# Pinciukî, Vasîlkiv
Pinciukî (în ucraineană Пінчуки) este o comună în raionul Vasîlkiv, regiunea Kiev, Ucraina, formată numai din satul de reședință.

## Demografie
Componența lingvistică a comunei Pinciukî
     Ucraineană (97,23%)
     Rusă (2,77%)
Conform recensământului din 2001, majoritatea populației comunei Pinciukî era vorbitoare de ucraineană (97,23%), existând în minoritate și vorbitori de rusă (2,77%).